# Utrechtboog
De Utrechtboog is een spoorviaduct in de Nederlandse gemeente Ouder-Amstel, dat sinds 12 maart 2006 een rechtstreekse treinverbinding mogelijk maakt tussen de luchthaven Schiphol en Utrecht. Met deze boog is overstappen in station Duivendrecht niet meer nodig, waardoor de reistijd sterk werd verminderd.
De aanleiding voor de bouw van de boog komt uit het Rail 21-plan van de Nederlandse Spoorwegen. De Utrechtboog hangt samen met de spoorverdubbeling tussen Amsterdam Bijlmer ArenA en Utrecht Centraal van twee naar vier sporen, waarvan de planvorming dateert van voor 1996. De boog sluit aan op de sporen 2 en 7 op Amsterdam Bijlmer ArenA.

## Technische gegevens
| Hoeveelheid beton         | 39.700 m3 |
| Hoeveelheid wapening      | 4300 ton  |
| Hoeveelheid voorspanstaal | 1940 ton  |
| Aantal tweespanliggers    | 35        |
| Aantal eenspanliggers     | 3         |
| Aantal landhoofden        | 4         |
| Aantal pijlers            | 71        |

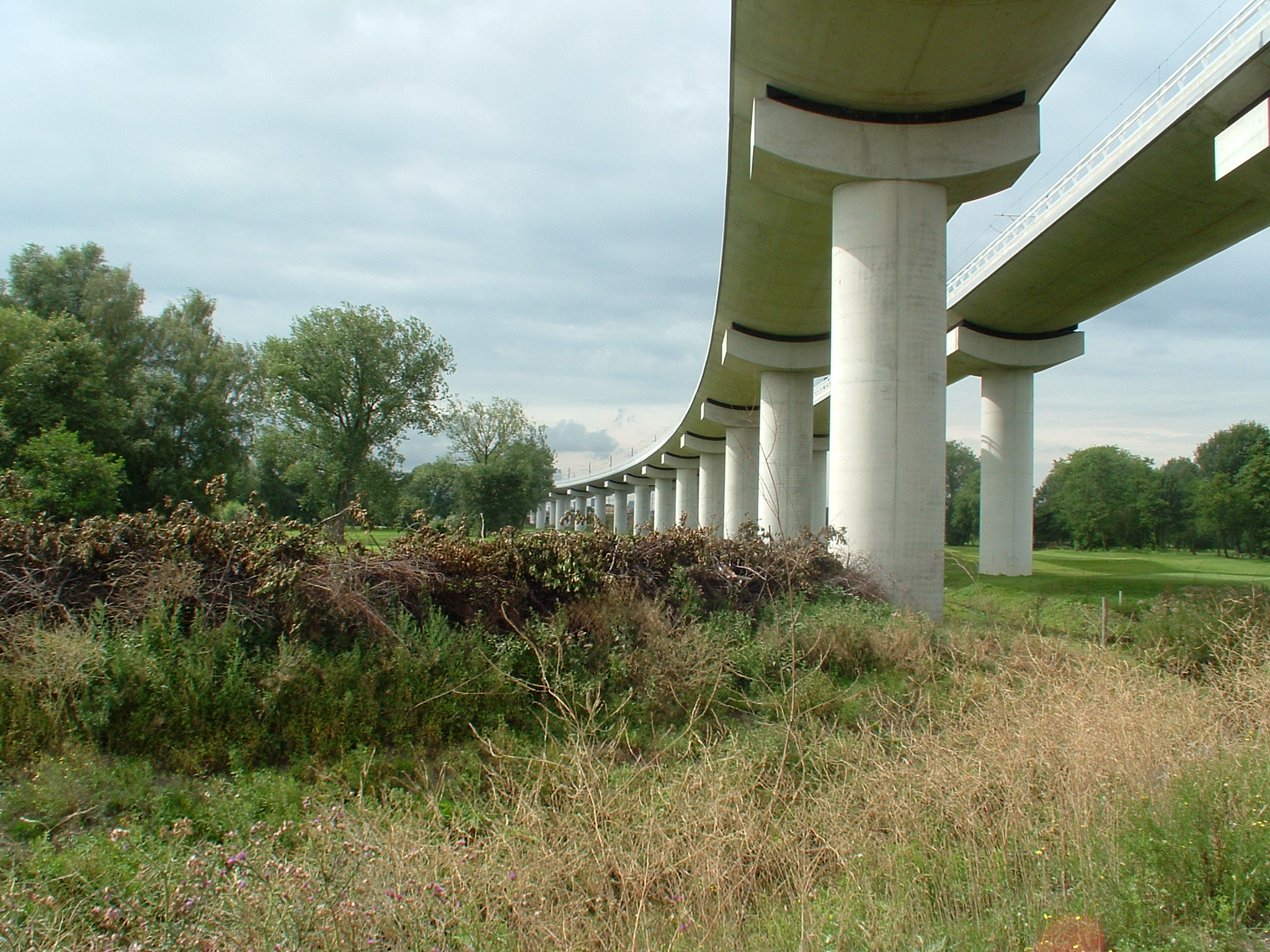
Utrechtboog gezien vanaf voetpad tussen de Arena en station Duivendrecht.

De Utrechtboog bestaat uit twee enkelsporige betonnen viaducten, een van 1500 en een van 1600 meter, op een maximale hoogte van 15,1 meter. Voor het storten van het beton voor de viaducten werd een verrijdbaar bekistingssysteem gebruikt. Voor de bouw is 88.000 kuub beton gebruikt, 29.000 dwarsliggers en 25 kilometer spoorstaaf. De totale kosten bedroegen €100 miljoen. De viaducten zijn gebouwd over een golfbaan, de Amsterdam Old Course, die nog steeds in gebruik is.
De steiger, movable scaffolding system (verrijdbaar steigersysteem) genoemd, is speciaal voor de boog ontworpen door het bedrijf Norwegian Railway System AS en is gebouwd in Slowakije. Hij is in 100 pakketten over de weg naar Amsterdam gereden.
Een steunpunt van de zuidelijke brug is opgesplitst in twee delen en voorbereid voor de bouw van een spoorbrug onder de bestaande brug. Deze is inmiddels gerealiseerd. Treinen richting Duivendrecht rijden door de steunpunten.

## Uitstel oplevering Utrechtboog

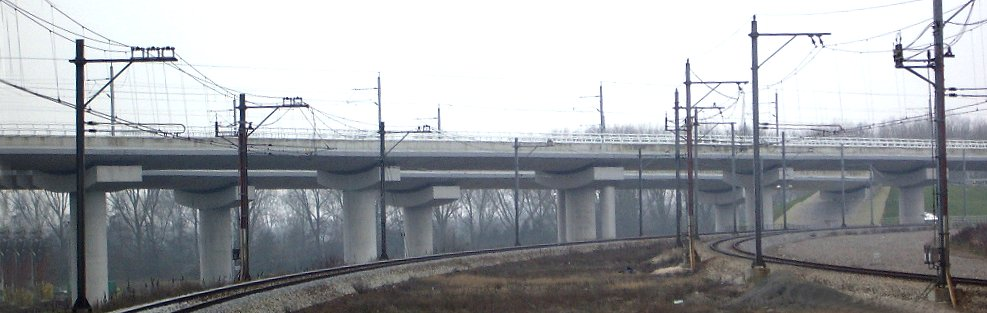
Utrechtboog gezien vanaf station Duivendrecht.

Op 28 oktober 2005 werd bekendgemaakt dat de Utrechtboog later in dienst kwam, in verband met problemen rond de beveiliging. Het oorspronkelijke plan was dat de Utrechtboog in dienst zou worden gesteld bij de start van de nieuwe dienstregeling 2006 (ingangsdatum 11 december 2005).
De Utrechtboog is uiteindelijk op 11 maart 2006 geopend. Op 12 maart gingen de eerste treinen rijden, waardoor er zonder over te stappen twee keer per uur tussen Schiphol en Eindhoven gereisd kan worden. Per 10 december werd de treindienst over de Utrechtboog uitgebreid, de intercity's rijden nu dagelijks tot 20.00 tussen Schiphol en Eindhoven (na 20.00 alleen Schiphol - Utrecht Centraal). Met de voltooiing van de viersporigheid tussen Amsterdam en Utrecht gingen er vanaf 25 april 2007 tweemaal per uur stoptreinen rijden tussen Amsterdam Zuid, Utrecht en Rhenen over de Utrechtboog, wat daarvoor eenmaal per uur was. Sinds het begin van de dienstregeling 2009 rijden er geen stoptreinen meer over de Utrechtboog, hiervoor in de plaats kwamen extra intercity's Schiphol - Nijmegen, zodat er een kwartierdienst over de boog en tussen Schiphol en Utrecht gereden kan worden.
In het kader van het Programma Hoogfrequent Spoorvervoer is met ingang van dienstregeling 2022 een tienminutendienst tot stand gekomen tussen Schiphol en Utrecht.